# Stelis aprica
Stelis aprica är en orkidéart som beskrevs av John Lindley. Stelis aprica ingår i släktet Stelis och familjen orkidéer. Inga underarter finns listade i Catalogue of Life.

## Bildgalleri

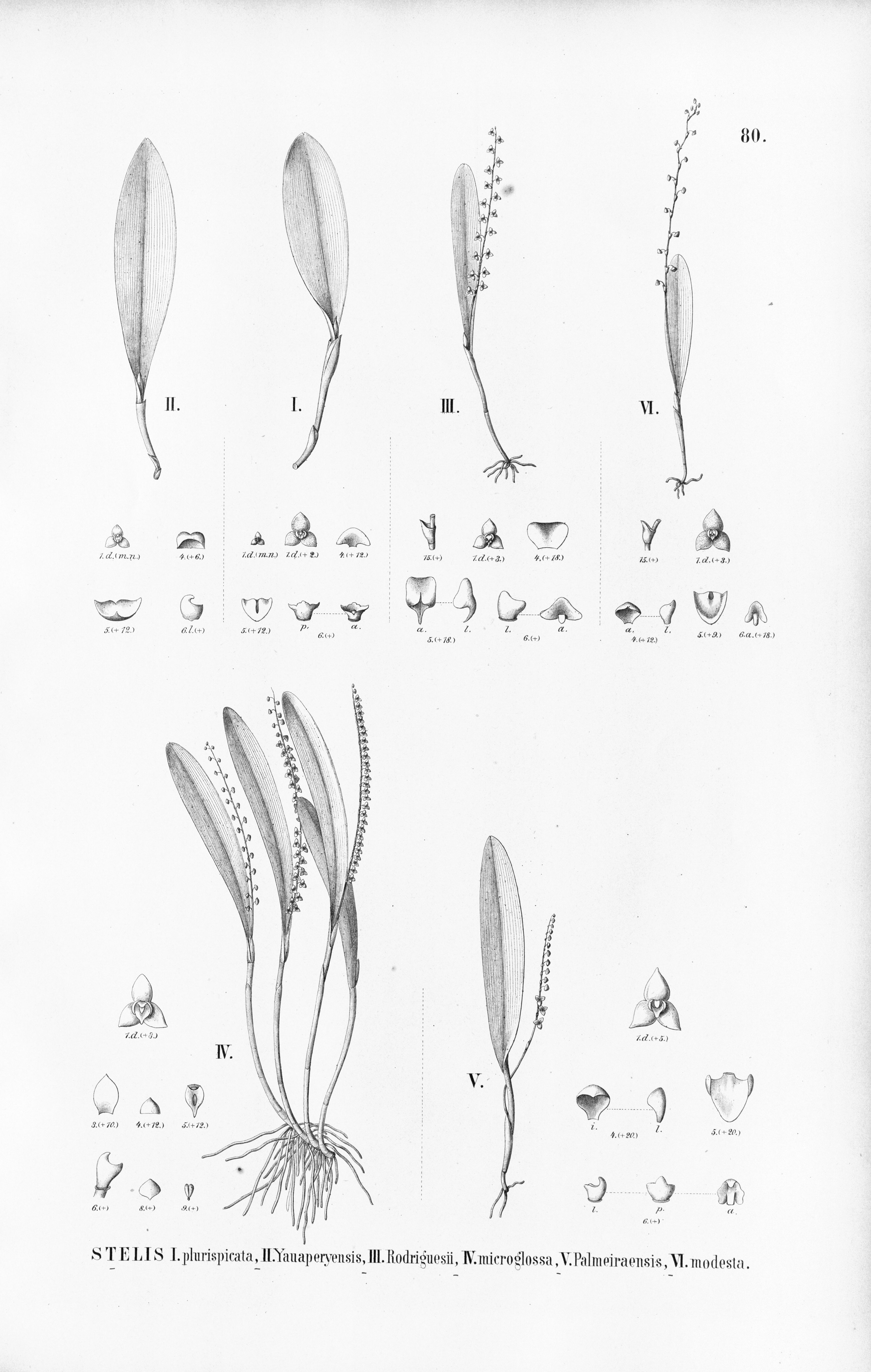